# Phaedrotoma ebriops
Phaedrotoma ebriops är en stekelart som först beskrevs av Fischer 1978.  Phaedrotoma ebriops ingår i släktet Phaedrotoma och familjen bracksteklar. Inga underarter finns listade i Catalogue of Life.